# 三家村 (隆化县)
三家村位于河北省承德市中关镇，距离承德市区和隆化县城均为30公里，自古是清朝历代皇帝北上木兰狩猎的必经之地，是北京至内蒙古、围场坝上陆路的必须之地。